# Warrior Angels
Warrior Angels is een Amerikaanse avonturenfilm uit 2002 van regisseur Byron W. Thompson.

## Verhaal
Het is 1191. Elizabeth of Cooke, een mooie en geduchte strijdster, keert terug van de kruistochten. Weer thuis blijkt dat haar zoon Peter is ontvoerd door de wrede bandiet Grekkor. Elizabeth besluit af te reizen naar Grekkor`s kamp. Op deze reis sluiten Hunter, de zigeunerin Sybil en de mooie Eve zich bij Elizabeth aan. Samen vormen zij de Warrior Angels. Zij hebben maar één doel en dat is Peter uit de klauwen van de duivelse Grekkor te bevrijden. Ondertussen probeert Grekkor Peter op te leiden tot een geduchte struikrover.

## Rolbezetting
- Joanna Pacula als Elizabeth of Cooke
- Charlotte Avery als Eve
- Molly Culver als Hunter
- Rimante Valiukaite als Sybil
- Kristina Kaubryte als Loren
- Rutger Hauer als Grekkor
- Sander Kolosov als Peter
- Arnold Vosloo als Luke
- Nick Brading als Sir Thomas